# Кунвар Індраджит Сінгх
Кунвар Індраджит Сінгх (неп. कुँवर इन्द्रजीत सिंह; 1906 — 4 жовтня 1982, Катманду, Непал) — непальський політик і революціонер. 1957 року став 20-м прем'єр-міністра Непалу. Один із головних членів партії Непальського конгресу за свою роль в організації Непальської революції 1951 року та як лідер її бойового крила Муктісена, який був змушений втекти з країни після повстання, в якому брав участь. 1955 року повернувся та створив Об'єднану демократичну партію, а після запровадження системи Панчаят боровся за її скасування, за що потрапив за ґрати. Після звільнення залишив країну, але згодом повернувся до Непалу та був обраний членом законодавчої влади Растрія Панчаят. Прославився як «Робін Гуд з Гімалаїв», ставши неймовірно популярною особою у країні.

## Дореволюційний період

### Ранні роки
Народився в окрузі Доті в Непалі, у сім'ї дрібного землевласника з касти Тхакурі. Здобув освіту в Індії, а також служив в індійській армії, де отримав медичну підготовку. Згодом заснував медичну практику в Наутанві, індійському місті на кордоні Індії та Непалу.

### Організатор Непальського конгресу
Перед революцією зустрівся з Бхоланатхом Шармою, організатором Непальського конгресу, й іншими членами і він приєднався до Конгресу в їхній боротьбі проти династії Рана. Він діяв з Наутанви і став там менеджером партійного осередку. Виявив себе ефективним організатором і зміг отримати підтримку людей, з якими стикався як лікар та колишній військовослужбовець.

## Під час революції

### Революція
На початку бойових сутичок разом з десятком озброєних чоловіків перетнув кордон Непалу. Оселився в селі Мюдіхава, але через сильний тиск урядових сил, переїхав до села Карабла, яке завдяки розташуванню річок з трьох його сторін було більш придатним для оборони. На початку їм бракувало зброї та їжі, але місцеві жителі забезпечили його та людей, що допомогло здобути перемогу. Однак він не отримав достатньої підтримки Гопала Шумшера, сина Рудри Шумшера, спадкоємця династії Рана, усунутого 1934 року після чистки Джудди Шумшера. Гопал командував ділянкою кордону Сінгха, але через ворожу репутацію до династії Рана Сінгх і Гопал не змогли знайти спільної мови, а Сінгх підтримки.
Під час революції зосередився на місті Бхайрава (нині Сіддхартханагар), яке невдало намагався відвоювати у військ Бада Хакіма (лідера) Бхайрав. Найсерйозніші зіткнення відбувалися з місцевими заміндарами, які були вкрай непопулярні серед селян, бо грабувати їхні села у 1949—1950 роках. Коли почалися бої, ці заміндари відправили свої родини до Індії та почали співпрацювати з Бада Хакімом Бхайрави. Бої Сінгха з заміндарами були надзвичайно жорстокими. Наприклад, після штурму будинку заміндара Бхубанешвара Шукли дев'ять урядових солдатів розстріляли за погане поводження з повстанцями, а п'ятдесят індійських гунд, які намагалися втекти, були вбиті жителями сіл, які допомагали Сінгху в облозі. Коли він благав про помилування, один із послідовників Сінгха забив його до смерті латі, а жителі села побили труп.

### Делійська угода
Делійська угода офіційно поклала край революції. Це був компроміс між Рана, королем Трібхуваном і Непальським конгресом, який дозволив створити уряд з представниками Рани та Непальського конгресу, при цьому Мохан Шумшер залишився прем'єр-міністром. Але Сінгх не прийняв Делійську угоду. Він розпочав ще одну невдалу атаку Бхайрави, але у лютому 1951 року його заарештували індійські та непальські війська. Коли він потрапив у полон, казали, що його військо налічувало 300—500 осіб. Після арешту швидко втік, але був знову схоплений і відправлений до в'язниці в Катманду.

## Повстання Ракша Дала
Ракша Дал став допоміжною силою безпеки, створеною відразу після революції, і складалася переважно з членів бойового крила Непальського конгресу Муктісени. У січні 1952 року революціонер Рам Прасад Рай, який відмовився прийняти Делійську угоду, розпочав акцію протесту в Катманду проти прем'єр-міністра Мохана Шумшера та Делійської угоди. Після його виступу у місті з промовою про необхідність відновлення повстання, його заарештували. Цей арешт спричинив повстання Ракша Дала в Катманду, який звільнив Рама Прасада Рая та К. І. Сінгха з в'язниці й окупував палац Сінгха Дурбар. Рай і Сінгх спробували домовитися з урядом, але через кілька днів повсталі зазнали поразки, оскільки армія та більшість офіцерів Ракша Дала залишилися вірними уряду. Рай і Сінгх втекли з Непалу в Тибет на північ, але Рай помер дорогою.

## Вигнання і повернення
Після втечі до Тибету комуністичний уряд Китаю дозволив йому залишитися в Пекіні. У цей період він жив усамітненим життям, і про нього не було жодної звістки близько двох років. Він також не отримав ніякої підтримки від китайського уряду і, очевидно, не зустрічався ні з Мао Цзедуном, ні з Чжоу Еньлаєм. У Непалі створили «Товариство друзів К. І. Сінгха», щоб спонукати до його повернення.
1955 року його відправили назад до Катманду. У серпні 1955 року повернувся до Непалу і король Махендр помилував його. У Катманду відбувся масовий парад на честь повернення.

## Політична кар'єра після повернення

### Об'єднана демократична партія
У жовтні 1955 року сформував Об'єднану демократичну партію (ОДП) або Об'єднаний демократичний фронт як альтернативу Непальському конгресу, партії, яка домінувала в Непалі після революції 1951 року. Він стверджував, що політичні партії Непалу були неуспішними, сповнені внутрішньої боротьби, а люди страждали. Однак нова партія була заснована виключно навколо Сінгха, без будь-якої належної платформи чи ідеології. Стверджується, що Сінгх створив ОДП за фінансової підтримки короля Махендри, щоб спробувати протистояти впливу непальського Конгресу.
Сінгх не дотримувався жодної конкретної ідеології, хоча загалом був лівим. Стверджувалося, що він був комуністом, але сам Сінгх це заперечував, хоча його погляди на проблеми збігалися з поглядами Комуністичної партії, і комуністи нібито сприяли повстанню Ракша Дала. Його також вважають роялістом і революціонером. Він підтримував націоналістичну, ізоляціоністську й антиімперіалістичну риторику. Стверджував, що не працює на жодну партію та не підтримує жодної ідеології; радше, він працював лише на благо Непалу. Його погляди щодо Індії були суперечливими: з одного боку Індія була імперіалістичною державою, яка контролювала Непал, але він говорив про необхідність непальсько-індійської співпраці.
У липні 1957 року Махендра призначив Сінгха прем'єр-міністром, замінивши Танку Прасада Ачарію з організації Непал праджа парішад. Протримався на посаді 110 днів, протягом яких не займався нічим примітним окрім змов і спроб приборкання своїх ворогів. 15 листопада залишив посаду з нез'ясованих причин. Говорилося, що Сінгх брав участь у змовах за участю іноземних держав, як-от Велика Британія, хоча це достеменно не відомо. Ходили чутки, що відставка спричинена розбіжностями з королем.
1959 року відбулися перші демократичні вибори в історії Непалу, на яких Непальський конгрес здобув значну перемогу, отримавши 74 зі 109 доступних місць. Багато знаних партійних лідерів, як-от Сінгх і Танка Прасад Ачарія, не отримали місць в уряді. Після формування уряду, друга за величиною партія, права Горкха Парішад, яку підтримували та у якій перебували представники династії Рана, перейшла в опозицію. Оскільки Сінгх хотів очолити офіційну опозиційну партію він сформував Об'єднаний фронт з крилом Ачарії Праджа Парішада, Непал праджа Парішад (Ачарія). За словами Сінгха, партія сформована для захисту найвищих цінностей Непалу, як-от націоналізм, демократія, хороший уряд і соціальна справедливість. 1959 року Сінгх переконав двох членів парламенту від партії Ачарії вступити в його партію, залишивши Ачарію без політичного представництва.

### Система Панчаят
1960 року король Махендра усунув Непальський конгрес і встановив безпартійну напівдиктаторську систему Панчаят. Спочатку Сінгх підтримав цей крок, але незабаром неодноразово критикував систему. У квітні 1963 року заявив, що планує запустити сатьяграху, щоб агітувати за відновлення парламентської демократії. Після переговорів з королем у березні 1964 року оголосив, що продовжить сатьяграху, за що його заарештували. Після оскарження у Верховному суді його виправдали і звільнили у червні 1965 року. Він залишив країну. Через багато років приєднався до Непальського конгресу (Субарна) і був обраний представником у Растрія Панчаят на виборах 1981 року. Через рік помер від раку горла у 76 років.